# Cybister blotei
Cybister blotei är en skalbaggsart som beskrevs av Guignot 1936. Cybister blotei ingår i släktet Cybister och familjen dykare. Inga underarter finns listade i Catalogue of Life.